# Алтайский
Алтайский (каз. Алтай) — посёлок в Глубоковском районе Восточно-Казахстанской области Казахстана. Административный центр Алтайской поселковой администрации. Находится примерно в 9 км к северо-востоку от районного центра, посёлка Глубокое. Код КАТО — 634033100.
Основан в 1964 году как рабочий посёлок для шахтеров и их семей, работавших на Иртышском полиметаллическом руднике. В настоящее время рудник принадлежит АО KAZ Minerals.
В посёлке работают две АТС, начинающиеся на 32 и на 37. Также в Алтайском работает одна школа с русским и казахским языком обучения.

## Население
В 1999 году население посёлка составляло 2130 человек (986 мужчин и 1144 женщины). По данным переписи 2009 года в посёлке проживали 2104 человека (1000 мужчин и 1104 женщины).